# PaderSprinter
PaderSprinter ist die Markenbezeichnung des Stadtbussystems in Paderborn. Der Name PaderSprinter wurde im Jahre 2000 von der Paderborner Elektrizitätswerke und Straßenbahn AG (PESAG) eingeführt. Diese Gesellschaft entstand 2003 durch die Fusion mit dem Elektrizitätswerk Minden-Ravensberg (Herford) und dem Elektrizitätswerk Wesertal (Hameln) zur E.ON Westfalen Weser AG. Seit Ende 2012 ist der PaderSprinter eine städtische Tochtergesellschaft der Paderborner Kommunalbetriebe (PKB).

## Daten & Fakten
Der PaderSprinter bedient das gesamte Paderborner Stadtgebiet. Bei den Linien wird zwischen Haupt- und Nebenlinien unterschieden. Das Liniennetz der 13 Hauptlinien weist eine Länge von 194,3 km auf, das Netz der neun Nebenlinien 45,8 km. Es besteht ebenso ein spezielles städtisches Nachtbusnetz aus 8 Linien, welche nur in den Nächten vor Freitagen und Samstagen, sowie in den Nächten vor Feiertagen verkehren. Das gesamte Tag- und Nachtliniennetz des Padersprinters umfasst 331,8 km Zusammen mit dem von der BahnBus Hochstift GmbH (BBH) bedienten regionalen „Nachtexpress“-Netz umfasst es 514,7 km. Das Liniennetz umfasst insgesamt 302 Haltestellen.
Im Stadtgebiet Paderborn wird jährlich eine Gesamtkilometerleistung von etwa 4,92 Mio. km erreicht. Im Jahr 2019 wurden vom PaderSprinter ca. 20 Millionen Fahrgäste befördert. Der Fuhrpark umfasst 110 Busse (78 Gelenkbusse (davon ein Elektrobus), 17 Solobusse, und 15 angemietete Fahrzeuge).
Die Hauptlinien verkehren werktags im 30-Minuten-Takt. Auf Hauptverkehrsachsen verkehren meist mehrere Hauptlinien mit zeitlichem Versatz, sodass sich vielerorts ein dichterer Takt von 15 min. ergibt. Die Betriebszeiten sind montags-donnerstags von 04.38 Uhr bis 00.47 Uhr, Freitags von 04.38 Uhr bis 04.19 Uhr, samstags von 04.38 Uhr bis 04.19 Uhr und Sonn-/Feiertags von 07.01 Uhr bis 00.45 Uhr.

## Geschichte

### Straßenbahn
Nach dem Scheitern eines Pferdebahnprojektes zwischen Paderborn und Senne im Jahr 1885 bot sich die Deutsche Gasbahngesellschaft aus Dessau an, die Strecke zu vollenden. Da die Staatsbahn zu diesem Zeitpunkt den Bau einer Strecke in diesem Abschnitt plante, unterblieb der Bau zunächst. Auch der Vorschlag der Norddeutschen Eisenbahn-Bau- und Betriebsgesellschaft zum Bau einer Strecke zwischen Neuhaus und Paderborn wurde nach Einwänden der Staatsbahn und der Westfälischen Landes-Eisenbahn nicht weiter verfolgt. Als die Staatsbahn mit dem Bau nicht weiterkam, erhielten vier Paderborner Bürger von der Stadt am 20. August 1899 die Konzession zum Bau einer Überlandstraßenbahn zwischen Neuhaus und Paderborn. Diese Konzession übertrugen sie an die Westfälische Kleinbahnen AG aus Bochum.
In den Jahren 1900 und 1901 wurden daraufhin folgende Strecken in Betrieb genommen:
| 30. August 1900 | Linie 1 | Paderborn – Neuhaus                             |
| 16. Mai 1901    | Linie 1 | Neuhaus – Sennelager (Truppenübungsplatz Senne) |

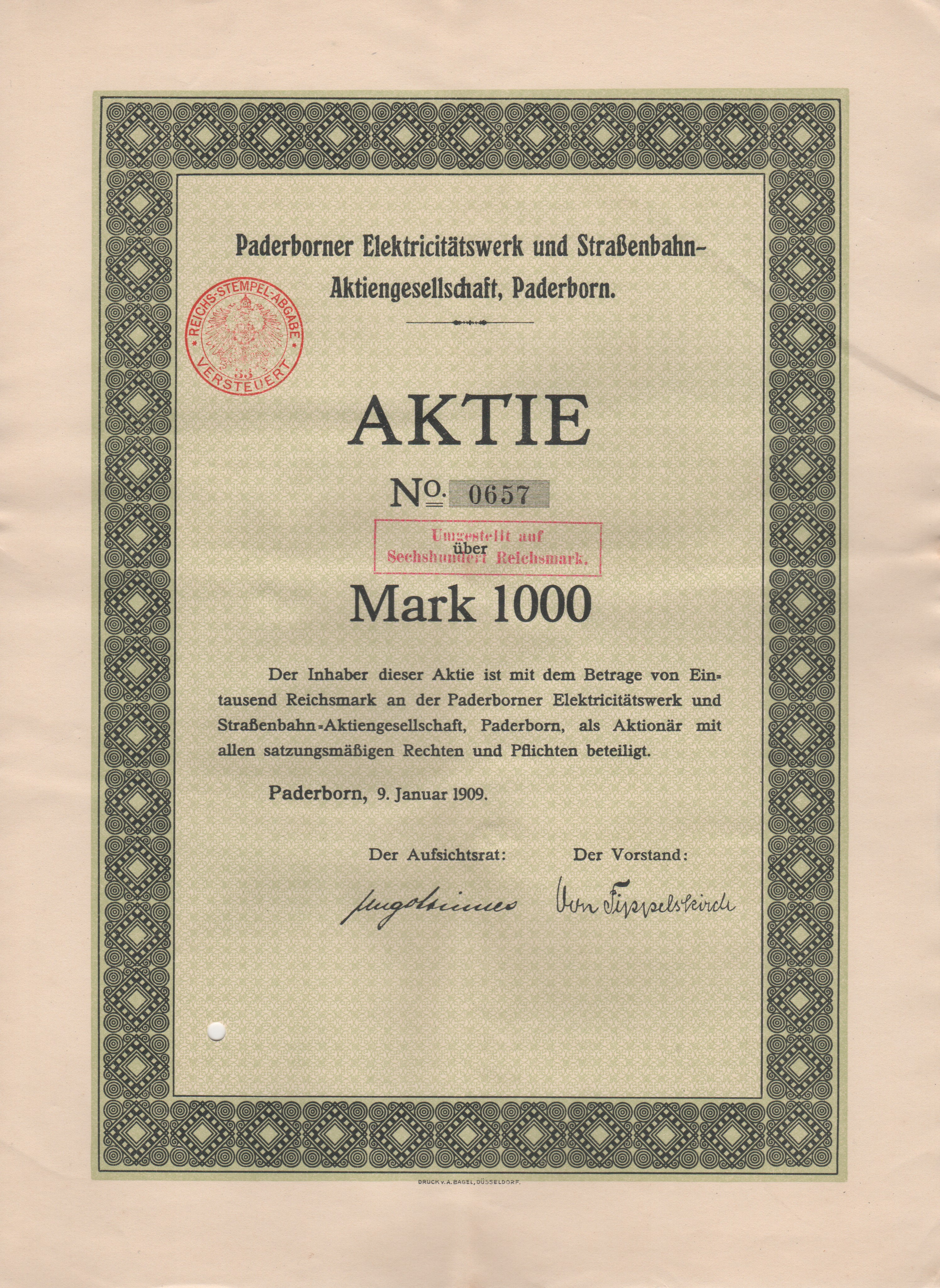
Aktie über 1000 Mark der Paderborner Elektricitätswerk und Straßenbahn-AG vom 9. Januar 1909

1906 übernahm die RWE den Betrieb. Am 9. Januar 1909 wurde zusammen mit der Stadt Paderborn die Paderborner Elektrizitätswerk und Straßenbahn AG (PESAG) gegründet. Die Straßenbahn wurde auf diese Gesellschaft übertragen. Nachdem das Netz auf 800 Volt umgestellt war, kam es am 1. Dezember 1910 zu der ersten Verlängerung des Netzes unter Regie der PESAG. Es wurde eine drei Kilometer lange Strecke zwischen Hauptbahnhof, Rathaus und Nordbahnhof in Betrieb genommen. Hier entstanden eine Wagenhalle und ein Dampfkraftwerk. Durch das Verhandlungsgeschick des Direktors Wilhelm August von Tippelskirch weitete die PESAG ihr Netz schnell ins Umland aus. Eine besondere Bauleistung war die Querung des Eggegebirges, unter anderem mussten auf einer dreieinhalb Kilometer langen Strecke 140 Höhenmeter überwunden werden. Die Bahn fuhr durch Waldgelände und hielt an den Externsteinen. In Horn entstand ein Betriebshof.
| 8. April 1911 | Linie 2 | Paderborn – Marienloh – Bad Lippspringe – Schlangen |
| 31. März 1912 | Linie 2 | Schlangen – Kohlstädt – Externsteine – Horn         |
| 1. März 1913  | Linie 6 | Paderborn, Infanterie-Kaserne – Elsen               |

Während des Ersten Weltkrieges kaufte die Gesellschaft alle Aktien der Lippischen Elektrizitätswerke AG (LEAG) auf, die das Detmolder Straßenbahnnetz betrieb. Die offizielle Übernahme fand am 1. Juli 1922 statt. Kriegsbedingt stockte der Weiterbau des Netzes. Gleichzeitig stieg die Zahl der beförderten Fahrgäste aufgrund des Truppenübungsplatzes in Senne von 578.000 (1911) auf 1.160.000 (1917). 1920 nahm die PESAG am 22. Juli den Abschnitt zwischen Horn und Detmold in Betrieb, womit beide Netze gleistechnisch verbunden waren. Durchgehende Bahnen zwischen Detmold und Paderborn verkehrten ab 15. Oktober 1923, nachdem die Netzspannung des Detmolder Teilnetzes auf die in Paderborn verwendeten 800 Volt Gleichspannung umgestellt wurde. Nachdem 1922 die LEAG vollständig übernommen war, ging der Ausbau des Überlandnetzes wie folgt weiter:
| 23. Juli 1924      | Linie 5 | Horn – Bad Meinberg, Kurpark (zeitweise auch als Linie 7 geführt) |
| 11. September 1926 | Linie 7 | Bad Meinberg – Blomberg, Molkerei                                 |
| 30. November 1926  | Linie 7 | Blomberg, Molkerei – Blomberg, Markt                              |

In Horn traf die Bahn auf die 1920 eröffnete Strecke aus Detmold. Damit entstand eine durchgehende Überlandstraßenbahnlinie Paderborn – Detmold. 1932 befuhr die PESAG auf einem 79,6 Kilometer langen Netz insgesamt zwölf Straßenbahnlinien mit einer Linienlänge von 127,9 Kilometern. Dabei verkehrten sämtliche Linien im Umfeld von Paderborn mindestens alle 30 Minuten und die Überlandlinien alle 60 Minuten. Ein geplanter Streckenneubau Paderborn – Salzkotten wurde nicht realisiert.
Bereits am 13. Februar 1936 wurde die Strecke Bad Meinberg – Blomberg auf Omnibusse umgestellt. Nachdem die Externsteine als „Völkische Gedenkstätte“ ausgewiesen wurden, sollte die Straßenbahn zunächst auch hier durch einen Omnibus ersetzt werden. Sie wurde, da auch die Reichsstraße 1 verlegt wurde und genügend brauchbaren Schotter durch den Abbau der bestehenden Strecke sowie gut erhaltene Gleise der Strecke nach Blomberg vorhanden waren, auf einem eigenen Bahnkörper neben die Reichsstraße verlegt. Zwischen Horn und den Externsteinen blieb zunächst noch eine Stichstrecke erhalten, die bis 1941 durch Pendelzüge bedient wurde.
Bereits im Jahr 1939 gab es Pläne, den Straßenbahnbetrieb vollständig auf Omnibusse oder sogar Oberleitungsbusse (O-Busse) umzustellen. Der Zweite Weltkrieg verhinderte dies zunächst.
1951 fasste die PESAG den Entschluss, sich nach und nach vollkommen aus der Fläche zurückzuziehen. Der Wagenpark und die Bahnanlagen waren veraltet und hätten einer Erneuerung bedürft. Eine derartige Investition scheute die PESAG aber, vor allen Dingen, weil der Individualverkehr besonders auf dem Land der Bahn immer mehr Fahrgäste wegnahm. So wurde die Bahn, die größtenteils neben den Bundesstraßen verlief, immer mehr zu einem Verkehrshindernis für den steigenden Autoverkehr. Es kam zu etlichen Unfällen. Die Autolobby verlangte, die Schienen weiter von der Straße entfernt zu verlegen – enorme Kosten, die die PESAG nicht bereit war zu tragen.
| 3. September 1951 | Linie 7 | Horn, Markt – Bad Meinberg          |
| 17. März 1953     | Linie 2 | Schlangen, Wagenhalle – Horn, Markt |

Als erste Strecke der Nachkriegszeit wurde 1951 die Verbindung von Horn nach Bad Meinberg stillgelegt. Danach folgte Horn–Schlangen über das Eggegebirge. Damit war die Bahn wieder in ein Detmolder und ein Paderborner Netz getrennt. Die PESAG übergab die Rechte an ihrer Überlandlinien an den Bahnbus der Deutschen Bundesbahn bzw. an die „Kraftpost“.
1958 wurde die Strecke nach Elsen, 1959 diejenige von Schlangen nach Paderborn Hbf. in zwei Abschnitten stillgelegt. Damit gab es nur noch eine Straßenbahnlinie in Paderborn, nämlich die ursprüngliche Linie 1 von Paderborn Hbf nach Sennelager. Diese wurde in zwei Abschnitten Anfang der sechziger Jahre stillgelegt. Am 27. September 1963 fuhr die letzte Straßenbahn in Paderborn zwischen dem Hauptbahnhof und Schloß Neuhaus.

### Busbetriebe
Bereits 1925 wurde ein Omnibusbetrieb unter Beteiligung der PESAG gegründet, die Kraftverkehrs AG Wittekind. Diese Gesellschaft betrieb ab 1926 die Buslinien Paderborn – Fürstenberg – Wünnenberg und Paderborn – Herbram. 1931 wurde ein Verwaltungsgebäude errichtet. 1932/33 erwarb die PESAG alle Aktien und Linienkonzessionen, die Kraftverkehrs AG wurde aufgelöst, der Betrieb ging auf die PESAG über. Ab 1936 ersetzten Busse die Straßenbahn auf der Strecke Bad Meinberg – Blomberg. Ab den 1950er Jahren wurde das gesamte Straßenbahnnetz abschnittweise durch Busse ersetzt. 1961 wurde der erste Gelenkbus eingesetzt. Eine Erweiterung des Liniennetzes erfolgte 1972/74 durch den Anschluss von Marienloh, Wewer und Borchen. 1979 wurde die Paderborner Elektrizitätswerk und Straßenbahn AG in PESAG Aktiengesellschaft umbenannt, da bereits seit 16 Jahren keine Straßenbahn mehr betrieben wurde.
Das Busliniennetz wurde über die Jahre stark erweitert. Der Überlandbusverkehr wurde später an Post und Bahn abgegeben und das Liniennetz zunehmend auf das Stadtgebiet von Paderborn konzentriert. Als letzte wurden zum Fahrplanwechsel 2002/2003 die Linien nach Borchen an die BahnBus Hochstift GmbH abgegeben. Die Bahnbus Hochstift GmbH ist ein Tochterunternehmen der Busverkehr Ostwestfalen GmbH (BVO), sie gehört zum DB-Konzern und betreibt heute das Regionalbusnetz.
Auf Hauptlinien wurde bereits früh ein regelmäßiger Taktfahrplan eingeführt. 1996 verkehrten im Kreis Paderborn erstmals Nachtbuslinien. Im Jahre 2000 wurde der Name PaderSprinter eingeführt. Der Verkehrsbetrieb wurde bis Ende 2012 als Geschäftsbereich der E.ON Westfalen Weser betrieben. Seit Ende 2012 ist der PaderSprinter eine städtische Tochtergesellschaft der Paderborner Kommunalbetriebe. PaderSprinter betreibt den öffentlichen Stadtbusverkehr in Paderborn.

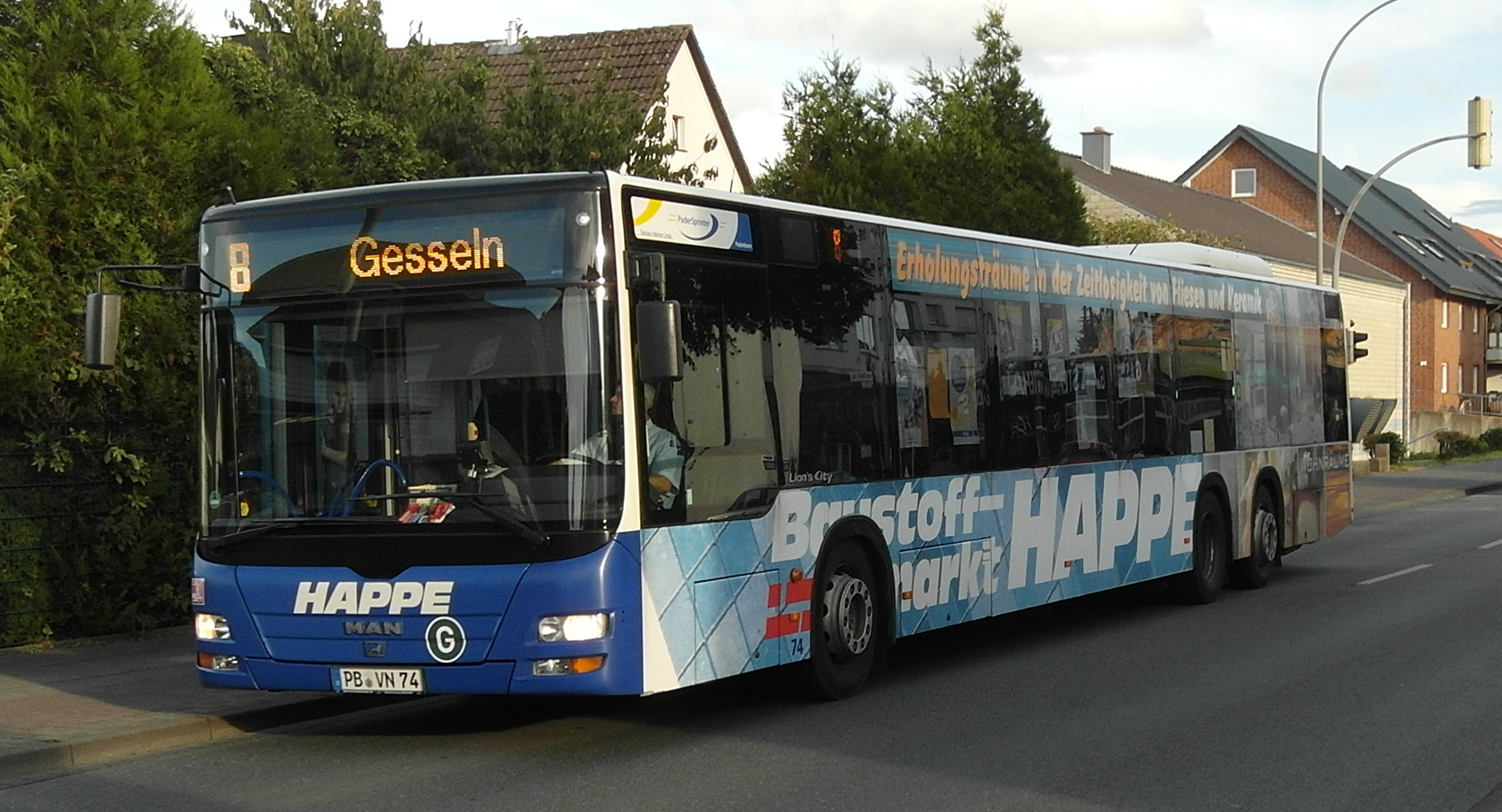
15-Meter-Bus von MAN (2012)

Im Jahr 2000 wurden die ersten 15-Meter-Busse eingesetzt. 2005 erfolgte eine Trennung des zuvor gemeinsam mit der BBH betriebenen Nachtbusnetzes in ein städtisches Netz und ein regionales „Nachtexpress“-Netz. Seither betreibt PaderSprinter im Nachtbusverkehr nur noch die innerstädtischen Nachtlinien, wobei durch die Neuordnung eine Reihe neuer Linien im Stadtgebiet entstanden sind. Nach der Eröffnung der neuen Zentralstation an der Westermauer, soll das Liniennetz angepasst werden.
Im Jahr 2017 startete der PaderSprinter mit der Diesel-Nachrüstung, sodass bis 2019 insgesamt 30 Fahrzeuge umgerüstet werden und nun die EURO VI-Norm erfüllen.
Im Januar 2022 wurde der erste Batteriebus zum Testen für einen Zeitraum von 18 Monaten in den Fuhrpark aufgenommen, wobei es sich um einen Mercedes-Benz eCitaro G handelte. Der Bus konnte die Erwartungen nicht erfüllen, wer er im Linienbetrieb zu häufig nachgeladen werden musste. PaderSprinter erwarb stattdessen einen Mercedes-Benz eCitaro fuel cell. Dieser verfügt über eine Akkukapazität von 392 Kilowattstunden und als Reichweitenverlängerer eine Brennstoffzelle von Toyota sowie sechs Tanks für insgesamt 30 kg Wasserstoff.

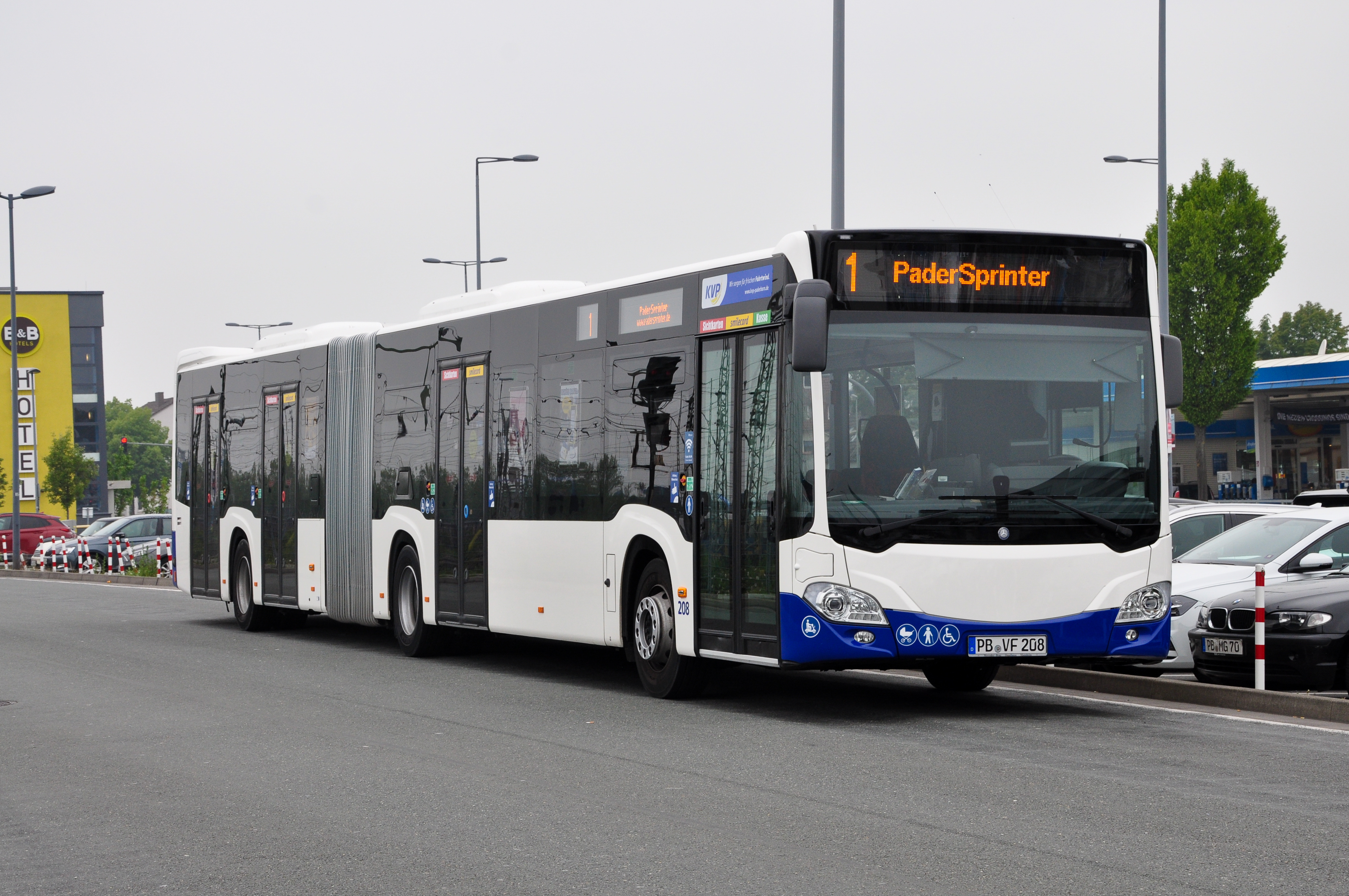
Mercedes-Benz Citaro 2 (2019)

## Aktuelles Liniennetz seit März 2024
Das Liniennetz des PaderSprinter wurde mit dem Fahrplanwechsel am 24. März 2024 umfassend umstrukturiert. Wesentliche Neuerungen sind die Einführung zweier Ringlinien sowie die neue Direktverbindung zwischen Wewer und Elsen über Linie 16. Zudem wird die Linie UNI durch die Linie 100 ersetzt, welche im 15-Minuten-Takt und neu auch außerhalb der Vorlesungszeit weitgehend die Strecke der alten UNI-Linie fährt, jedoch ohne die stündliche Verlängerung zum MuseumsForum. Eine Direktverbindung zwischen Universität und MuseumsForum (und weiter zum Sennelager) ist jedoch halbstündlich durch die neue Linie 14 gegeben.
Die Hauptlinien verkehren (Mo–Fr tagsüber) im 30-Minuten-Takt (wenn nicht anders angegeben). Die Nebenlinien (42 bis 48) verkehren lediglich als Verstärker für einzelne Fahrten im Schülerverkehr.
Die Unterschiede zwischen dem alten und dem neuen Liniennetz sind in der nachfolgenden Tabelle angegeben (Spalte „Bemerkungen“).

### Tageslinien
| Linie     | Laufweg | Bemerkungen |
| --------- | --- | --- |
| 1         | (Gartenstadt –) Sennelager, Infanterieweg – Schloß Neuhaus – An der Kapelle – Elsener Straße – Hauptbahnhof – Westerntor – Innenstadt – Husener Straße – Südring – Uni/Südring – Hochstiftstraße – Liethstaudamm – Auf der Lieth – Peckelsheimer Weg – Vinsebecker Weg – Mistelweg – Kaukenberg                                                                     | Durchbindung der alten Linie 1 (Sennelager – Hbf) und der alten Linie 9 (Hbf – Kaukenberg) zuvor nur Sennelager – Hauptbahnhof geänderter Fahrweg zwischen Elsener Straße und Westerntor |
| 2         | Wewer, Am Zollhaus – Rummelsberg – Triftweg – Oberes Feld – Betriebshof – Barkhauser Straße – Hauptbahnhof – Westerntor – Innenstadt - Am Bogen – Detmolder Tor – Nordbahnhof – Dr.-Rörig-Damm – Stadtheide – Marienloh, Von-Dript-Weg | unverändert |
| 3         | Lemgoer Straße – Dr.-Mertens-Weg – Detmolder Straße – Detmolder Tor – Am Bogen – Innenstadt – Westerntor – Breslauer Straße – Waldenburger Straße – Frankfurter Weg – Halberstädter Straße | nicht mehr bis Mönkeloh. Für Weiterfahrt nach Mönkeloh, Umstieg in Linie 13/23 ab Westerntor oder Halberstädter Straße erforderlich sonntags nur bis Waldenburger Straße |
| 4         | Sande, Karl-Korthaus-Straße – Sande Schule – Hohe Kamp – Sander Straße – Bohlenweg – Elsen Schule – Heinz-Nixdorf-Ring – Riemeker Feld – Westfriedhof – Hauptbahnhof – Westerntor – Innenstadt – Husener Straße – Südring – Uni/Südring – Hochstiftstraße – Dahl, Pastorskamp                                                                                       | neu bis Sande, zuvor nur bis Heinz-Nixdorf-Wendeschleife |
| 5         | Thuner Siedlung, Lerchenweg – Mastbruch Schule – Schatenweg – Schloß Neuhaus Bahnhof – Schloß Neuhaus – An der Kapelle – Elsener Straße – Hauptbahnhof – Westerntor – Neuhäuser Tor – Michaelstraße – Maspernplatz – Nordbahnhof – Ausbesserungswerk – Haustenbecker Straße – TÜV – An der Talle – Ingolstädter Weg – Schwabenweg – Stadtheide                      | Durchbindung der alten Linien 5 (Hbf – Ingolstädter Weg) und 11 (Hbf – Thuner Siedlung) neu bis Stadtheide, zuvor Ringführung zwischen Haustenbecker Straße und Ingolstädter Weg (Zielangabe war Ingolstädter Weg) geänderter Fahrweg zwischen Elsener Straße und Westerntor                 |
| 6         | Lippesee Süd – Hohe Kamp – Sander Straße – Elsen Schule – Wewerstraße – Heinz-Nixdorf-Ring – Riemeker Feld – Westfriedhof – Hauptbahnhof – Westerntor – Neuhäuser Tor – Detmolder Tor – Am Bogen – Kasseler Straße – Bahnhof Kasseler Tor – Uni/Schöne Aussicht – Schöne Aussicht, Am Bahneinschnitt                                                                | ersetzt großteils Linie 68 |
| 7         | Technologiepark – Südring – Gertrudenstraße – Kilianstraße – Borchener Straße – Westerntor – Innenstadt – Am Bogen – Gierstor – Driburger Straße – Mörikestraße – Uhlandstraße – Senefelder Straße – Friedhof Auf dem Dören | unverändert sonntags nur Kilianplatz (Gertrudenstraße) – Friedhof Auf dem Dören |
| 8         | Gesseln, Obernheideweg – Mühlenteichstraße – Mentropstraße – Schloß Neuhaus – An der Kapelle – Heinz-Nixdorf-Ring – Westfriedhof – Hauptbahnhof – Westerntor – Innenstadt – Am Bogen – Gierstor – Benhauser Straße – Uhlandstraße – Benhausen – Neuenbeken, Holtgrevenstraße                                                                                        | unverändert |
| 9         | Sande, Sunderkampstraße – Sande Schule – Lippesee – Schloß Neuhaus – An der Kapelle – Padersee – MuseumsForum – Neuhäuser Tor – Westerntor – Hauptbahnhof | ersetzt Teile der alten Linien 11 und 58 einige Fahrten nur bis Westerntor |
| 10 ↻ 20 ↺ | Schloß Neuhaus – Schloß Neuhaus Bahnhof – Schatenweg – Mastbruch Schule – TÜV – An der Talle – Sachsenweg – Schwabenweg – Dr.-Mertens-Weg – Senefelder Straße – Uhlandstraße – Berliner Ring – Dahler Weg – Uni/Südring – Südring – Kilianbad – Ilseweg – Frankfurter Weg – Barkhauser Straße – Westfriedhof – Heinz-Nixdorf-Ring – An der Kapelle – Schloß Neuhaus | Ringlinie, Linie 10 im Uhrzeigersinn, Linie 20 gegen Uhrzeigersinn ersetzt großteils alte Linie 58 (etwa drei Viertel des Linienweges entsprechen der alten Linie 58) verkehrt nur Mo–Sa |
| 11        | Heinz-Nixdorf-Wendeschleife – Westfriedhof – Hauptbahnhof – Westerntor – Neuhäuser Tor – Detmolder Tor – Gierstor – Benhauser Straße – Uhlandstraße – Friedrich-List-Straße – Kaukenberg, Goldberg | komplett neuer Verlauf, ersetzt Teile der alten Linien 4 und 28 verkehrt nur Mo–Sa |
| 12        | Wewer, Am Zollhaus – Triftweg – Oberes Feld – Betriebshof – Barkhauser Straße – Hauptbahnhof – Westerntor – Neuhäuser Tor – Detmolder Tor – Gierstor – Driburger Straße – Springbach Höfe – Kaukenberg | ersetzt Teile der alten Linien 6 (Zielanschrift Springbach Höfe) und 28 bedingt durch die Sperrung der Liethbrücke bis mindestens 2032 nicht mehr über "Auf der Lieth" (nur einzelne Fahrten mit Schleife über "Auf der Lieth")                                                              |
| 13 ↻ 23 ↺ | Westerntor – Borchener Straße – Halberstädter Straße – Mönkeloh, Zoll – Oberes Feld – Balhorner Feld – Almeweg – Hauptbahnhof – Westerntor | Ringlinie, Linie 13 im Uhrzeigersinn, Linie 23 gegen Uhrzeigersinn ersetzt Teil der alten Linie 3 (in Mönkeloh) 30-Minuten-Takt nur für einige Stunden nachmittags, sonst 60-Minuten-Takt verkehrt nur Mo–Sa                                                                                 |
| 14        | Sennelager, Infanterieweg – Dubelohstraße – Schillerstraße – An der Kapelle – Padersee – MuseumsForum – Neuhäuser Tor – Westerntor – Rosentor – Bahnhof Kasseler Tor – Uni/Schöne Aussicht – Hochstiftstraße – Liethstaudamm – Auf der Lieth | neue Linie verkehrt nur Mo–Fr |
| 16        | Wewer, Am Zollhaus – Rummelsberg – Triftweg – Scharmede Bahnhof – Elsen Bahnhof – Elsen Schule – Münsterstraße – Schloß Neuhaus – Schatenweg – Schloß Neuhaus Bahnhof – Schloß Neuhaus | neue Linie Ringführung ab Schloß Neuhaus über Schatenweg, Schloß Neuhaus Bahnhof 60-Minuten-Takt (an Schultagen zeitweilig 30-Minuten-Takt) verkehrt Sa+So/Ft als Anruflinie (ALF) |
| 100 ↻     | Hauptbahnhof – Le-Mans-Wall – Rosentor – Bahnhof Kasseler Tor – Uni/Schöne Aussicht – Uni/Südring – Südring – Husener Straße – Rosentor – Westerntor – Hauptbahnhof | ersetzt UNI-Linie verkehrt nur Mo–Fr, jedoch ganzjährig (nicht nur während der Vorlesungszeit) nicht mehr ab MuseumsForum (Direktverbindung MuseumsForum – Universität jedoch über Linie 14) Ringführung ab Rosentor (über Uni/Südring, Südring, Husener Straße) verkehrt im 15-Minuten-Takt |
| 42        | Marienloh – Realschule Südstadt | |
| 43        | Dahl – Schulzentrum Niesenteich | |
| 44        | Wewer – Bohlenweg | |
| 45        | Thunder Siedlung – Westerntor | |
| 46        | Hauptbahnhof – Haxtergrund | Anruflinie (ALF) unverändert |
| 47        | Dahl – Hauptbahnhof | unverändert |
| 48        | Neuenbeken – Realschule Südstadt | |

### Nachtlinien
Das Nachtbusnetz wurde mit dem neuen Fahrplan vereinfacht und besteht nur noch aus vier Linien. Von den ehemals acht Linien wurden jeweils zwei zu einer Linie durchgebunden. Die Liniennummern werden nicht mehr fortlaufend im Uhrzeigersinn vergeben, orientieren sich an den entsprechenden Tageslinien. Die Linien N1 und N8 werden jedoch so geführt, dass am Westerntor ein Übergang in die jeweils andere Linie erfolgt, d. h. diese beiden Linien fahren die Routen Sennelager – Neuenbeken und Gesseln – Kaukenberg.
| Linie | Laufweg | Bemerkungen                                                                                          |
| ----- | --- | --- |
| N1N8  | Gesseln, Obernheideweg – Gasthof Zur Heide – Schloß Neuhaus – MuseumsForum – Hauptbahnhof – Westerntor – Neuhäuser Tor – Detmolder Tor – Am Bogen – Winfriedstraße – Uni/Südring – Hochstiftstraße – Liethstaudamm – Kaukenberg                             | Gesseln – Westerntor als N8 Westerntor – Kaukenberg als N1 Vereinigung der alten Linien N3 und N6    |
| N1N8  | Neuenbeken, Holtgrevenstraße – Uhlandstraße – Ostfriedhof – Am Bogen – Kasseler Straße – Le-Mans-Wall – Westerntor – Hauptbahnhof – Elsenser Straße – Schloß Neuhaus – Sennelager, Infanterieweg                                                            | Neuenbeken – Westerntor als N8 Westerntor – Sennelager als N1 Vereinigung der alten Linien N2 und N8 |
| N2    | Wewer, Am Zollhaus – Rummelsberg – Triftweg – Frankfurter Weg – Westerntor – Le-Mans-Wall – Kasseler Straße – Am Bogen – Detmolder Tor – Nordbahnhof – Ingolstädter Weg – Schwabenweg – Marienloh, Von-Dript-Weg                                            | Vereinigung der alten Linien N1 und N5                                                               |
| N4    | Dahl, Pastorskamp – Hochstiftstraße – Uni/Schöne Aussicht – Bahnhof Kasseler Tor – Kasseler Straße – Am Bogen – Detmolder Tor – Neuhäuser Tor – Westerntor – Hauptbahnhof – Heinz-Nixdorf-Ring – Elsen Schule – Gasthof Zur Heide – Sande, Sunderkampstraße | Vereinigung der alten Linien N4 und N7                                                               |

## Ehemaliges Liniennetz
Das Liniennetz besteht aus Haupt- und Nebenlinien. Die Nebenlinien ergänzen das Netz um Querverbindungen und vornehmlich für den Schülerverkehr relevante Verbindungen. Der Regionalverkehr ist nicht in das PaderSprinter-Netz integriert. Es gibt daher mehrere Strecken mit einer Bedienung sowohl durch Stadt- als auch durch Regionalbusse (beispielsweise in Sennelager, Elsen, Neuenbeken oder in der Detmolder Straße). Dadurch ergibt sich eine generelle Beschleunigung des Regionalverkehrs, der teilweise Schnell- und Ausfallstraßen nutzt. Einige Regionallinien verkehren als Schnellbus, es werden nicht alle Haltestellen im Stadtgebiet bedient.
Die Tabelle zeigt die Hauptlinien, die im regelmäßigen Takt bedient werden und die unregelmäßig verkehrenden Nebenlinien (grau). Die meisten Hauptlinien verkehren Mo–Fr. von 5:0 bis ca. 0.00 Uhr sowie samstags von 5:00 bis ca. 0:00 Uhr. An Sonntagen verkehren die Linien von bis ca. Mitternacht stündlich.
Die fettmarkierten Haltestellen sind Linienfahrwegendpunkte.
Dieses Liniennetz war in seinen Grundzügen seit 1996 in Gebrauch. Zum Fahrplanwechsel am 24. März 2024 wurde das Liniennetz umfassend überarbeitet und umstrukturiert (siehe oben).
| Linie | Linienführung der Buslinien |
| ----- | --- |
| 1     | Hauptbahnhof – Westerntor – Neuhäuser Tor – Neuhäuser Straße – An der Kapelle – Schloß Neuhaus – Hatzfelder Platz – Adenauerring – Wilhelmsberg – Bahnkreuzung – Thunebrücke – Hauptwache – Sennelager, Infanterieweg |
| 2     | Wewer, Am Zollhaus – Im Bruchhof – Delbrücker Weg – Fixberg – Im Tigg – Stemberg – Betriebshof – Barkhauser Straße – Hauptbahnhof – Westerntor – Rathausplatz – Am Bogen – Detmolder Tor – Nordbahnhof – Dr.Rörig Damm – Stadtheide – Marienloh Mitte – Marienloh, Von-Dript-Weg                                                                               |
| 3     | (Betriebshof <-> Mönkeloh, Zoll <–> Frankfurter Weg –) Waldenburger Straße – Breslauer Straße – Westerntor – Rathaus – Am Bogen – Detmolder Straße – Dr.Mertens-Weg – Lemgoer Straße |
| 4     | Heinz-Nixdorf-Wendeschleife – Riemekestraße – Hauptbahnhof – Westerntor – Rathausplatz – Kasseler Straße – Husener Straße (Brüderkrankenhaus und Frauen- und Kinderklinik) – Südring – Universität – Hochstiftstraße – Dahl, Pastorskamp |
| 5     | Hauptbahnhof – Westerntor – Neuhäuser Tor – Michaelstraße – Maspernplatz – Bischofsteich – Nordbahnhof – Schützenplatz Nord – Ausbesserungswerk – TÜV – An der Talle – Ingolstädter Weg – Bonifatiusweg |
| 6     | Sande, Kirche – Karl-Korthaus-Straße – Elsen Schule – Ostallee – Arena/Alme Aue – Heinz-Nixdorf-Ring – Erzberger Straße – Westfriedhof – Hauptbahnhof – Westerntor – Neuhäuser Tor – Maspernplatz – Detmolder Tor – Gierstor – Driburger Straße – Auf der Lieth, Vinsebecker Weg – Springbach Höfe, Goldberg                                                   |
| 7     | Technologiepark – Südring – Kilianplatz – Querweg – Elisabethkirche – Borchener Straße – Westerntor – Rathausplatz – Am Bogen – Gierstor – Driburger Straße – Berliner Ring – Englische Siedlung – Steubenstraße – SB-Zentralmarkt – Friedhof Auf dem Dören – Dörenpark                                                                                        |
| 8     | Gesseln, Obernheideweg – Gesamtschule – Mittelweg – Schloß Neuhaus – An der Kapelle – Heinz-Nixdorf-Ring – Riemekestraße – Hauptbahnhof – Westerntor – Rathausplatz – Am Bogen – Gierstor – Benhauser Straße – Steubenstraße – Benhausen – Neuenbeken, Holtgrevenstraße                                                                                        |
| 9     | Hauptbahnhof – Westerntor – Rathausplatz – Kasseler Straße – Husener Straße – Brüderkrankenhaus – Frauenklinik – Südring – Universität/Südring – Hochstiftstraße – Liethstaudamm – Auf der Lieth – Vinsebecker Weg – Mistelweg – Kaukenberg, Goldberg |
| 11    | Hauptbahnhof – Westerntor – Neuhäuser Tor – Fürstenweg – Rolandsweg – Schützenplatz – Ferrarieweg – MuseumsForum – Padersee – An der Kapelle – Fürstenallee – Marienloher Straße – Schloß Neuhaus – Hatzfelder Platz – Schloß Neuhaus Bhf. – Dubelohstraße – Schatenweg – Mastbruchschule – Mastbruch Gaststätte – Husarenstraße – Thuner Siedlung, Lerchenweg |
| 28    | Wewer, Am Zollhaus – Barkhausen – Frankfurter Weg – Hauptbahnhof – Westerntor – Neuhäuser Tor – Detmolder Tor – Gierstor – Berliner Ring – Eggertstraße – Kaukenberg |
| 58    | Heinz-Nixdorf-Wendeschleife – Frankfurter Weg – Waldenburger Straße – Uni/Südring – Berliner Ring – Dr.-Mertens-Weg – Ingolstädter Weg – An der Talle – TÜV – Mastbruch Schule – Schloß Neuhaus – Hatzfelder Platz – Hermann-Löns-Stadion – Lippesee – Sande, Schule – Sande, Sunderkampstraße                                                                 |
| 68    | Sande, Kirche – Dirksfeld – Elsen, Schule – Verner Straße – Arena/Alme Aue – Stedener Feld – Elsener Straße – Hauptbahnhof – Westerntor – Neuhäuser Tor – Maspernplatz – Detmolder Tor – Am Bogen – Bahnhof Kasseler Tor – Universität/Schöne Aussicht – Am Bahneinschnitt                                                                                     |
| 12    | Thuner Siedlung, Lerchenweg – Mastbruchstraße – TÜV – Wilseder Weg – Ausbesserungswerk – Schützenplatz Nord – Nordbahnhof – Detmolder Tor – Am Bogen – Rosentor – Westerntor – Hauptbahnhof |
| 24    | Wewer, Am Zollhaus – Im Bruchhof – Delbrücker Weg – Fixberg – Im Tigg – Stemberg – Betriebshof – Barkhauser Straße – Riemekestraße – Hauptbahnhof – Westerntor – Rathausplatz – Kasseler Straße – Husener Straße (Brüderkrankenhaus und Frauen- und Kinderklinik) – Südring – Universität – Hochstiftstraße – Dahl, Pastorskamp                                |
| 43    | Hochstiftstraße – Liethstaudamm – Auf der Lieth – Ludwigsfelder Ring – Berliner Ring – Steubenstraße – Schulzentrum Niesenteich |
| 46    | Anruflinie ALF Hauptbahnhof – Westerntor – Borchener Straße – Kilianplatz – Südring – Universität – Warburger Straße – Haxtergrund, Vereinshaus |
| 47    | Dahl, Pastorskamp – Liethstaudamm – Auf der Lieth – Driburger Straße – Gierstor – Am Bogen – Kasseler Straße – Rosentor – Westerntor – Hauptbahnhof |
| 52    | Marienloh, Von-Dript-Weg – Stadtheide – Uni/Südring – Kilianbad – Mallinckrodtschule |
| 61    | Sande, Sunderkampstraße – Sande, Schule – Elsen, Schule – Verner Straße – Münsterstraße – Schloß Neuhaus – An der Kapelle – Heinz-Nixdorf-Ring – Elsener Straße – Rathenaustraße – Hauptbahnhof – Westerntor – Neuhäuser Tor – Maspermplatz – Detmolder Tor – Am Bogen – Kasseler Straße                                                                       |
| 62    | Wewer, Am Zollhaus -> Barkhausen -> Goerdelerstraße -> Stedener Feld -> Elsen -> Bohlenweg |
| 89    | Neuenbeken, Holtgrevenstraße -> Benhausen -> Goldberg -> Auf Der Lieth -> Kilianbad -> Mallinckrodtschule |
| UNI   | (MuseumsForum – Freibad/Schützenplatz – Rathenaustraße – (Westerntor)) – Hauptbahnhof – Rosentor – Bahnhof Kasseler Tor – Uni/Schöne Aussicht – Universität |

Die Linien 28 und 58 verkehren an Sonnt- und Feiertagen nicht. Zudem verkehr an diesen Tagen die Linie 3 nicht nach Mönkeloh und endet an der Haltestelle Waldenburger Straße. Die Linie 4 bedient ebenfalls nur die Haltestellen vom Dahl bis zum Hauptbahnhof und wird in der Mittags bis Abendzeit von der Linie 24 ersetzt, welche zusätzlich nach der Haltestelle Hauptbahnhof den Teil in Wewer, der sonst von der Linie 28 angefahren wird, bedient.
Ein Großteil der Nebenlinien existieren hauptsächlich für Schüler- und Berufsverkehrsfahrten.

### Nachtverkehr
Für den Nachtverkehr besteht ein spezielles sternförmiges Liniennetz mit den Linien N1 bis N8 (im Uhrzeigersinn um die Zentralstation). Vier Nachtbuslinien verlassen den Treffpunkt an Wochenendnächten und vor Feiertagen um 0:30 und 2.30 Uhr, die übrigen vier Linien um 1:30 und 3.30 Uhr.
| Linie | Linienweg                                                                              |
| ----- | -------------------------------------------------------------------------------------- |
| N1    | Westerntor –> Benhauser Straße –> Stadtheide –> Marienloh und zurück                   |
| N2    | Westerntor –> Englische Siedlung –> Benhausen –> Neuenbeken und zurück                 |
| N3    | Westerntor –> Schöne Aussicht –> Auf der Lieth –> Kaukenberg und zurück                |
| N4    | Westerntor –> Kilianplatz –> Südring –> Dahl und zurück                                |
| N5    | Westerntor –> Borchener Straße –> Grüner Weg –> Wewer und zurück                       |
| N6    | Westerntor –> Riemeke –> Elsen –> Gesseln und zurück                                   |
| N7    | Westerntor –> Schloß Neuhaus –> Elsen –> Sande und zurück                              |
| N8    | Westerntor –> Bonifatiuskirche –> Schloß Neuhaus –> Mastbruch –> Sennelager und zurück |

### Tarif
Im PaderSprinter gilt der Westfalentarif des Zweckverbandes Nahverkehr Westfalen-Lippe (NWL) und der NRW-Tarif.
In Paderborn gibt es seit Mitte 2015 einen einheitlichen Stadttarif für das Stadtgebiet, welcher jedoch nur für Einzelfahrkarten, 4er-Tickets gilt. Dieser einheitliche Stadtarif galt von Mitte 2015 – Juli 2017 auch für Tagestickets. Seit Juli 2017 werden Tagestickets wieder sowie zuvor schon Zeittickets (Monatsfahrkarten) in zwei Preisstufen unterteilt. In Nachtbussen gilt für alle innerstädtischen Verbindungen die Preisstufe PB. Verbundtickets bzw. Zeitkarten sind im Nachtverkehr gültig, es wird jedoch teilweise ein Zuschlag erhoben.